# آلن سیمونیان
آلن روبرتی سیمونیان (ارمنی: Ալեն Ռոբերտի Սիմոնյան; انگلیسی: Alen Simonyan؛ زادهٔ ۵ ژانویهٔ ۱۹۸۰) روزنامه‌نگار و سیاستمدار اهل ارمنستان که از ۲ اوت ۲۰۲۱ ریاست مجلس ملی جمهوری ارمنستان را برعهده دارد. 
وی نماینده مجلس ملی جمهوری ارمنستان می‌باشد. وی از دانشکده حقوق دانشگاه دولتی ایروان فارغ‌التحصیل شده‌است. وی پیشتر عضو شورای شهر ایروان بود.

## زندگی شخصی
سیمونیان دارای یک همسر و سه فرزند است.

## نگارخانه

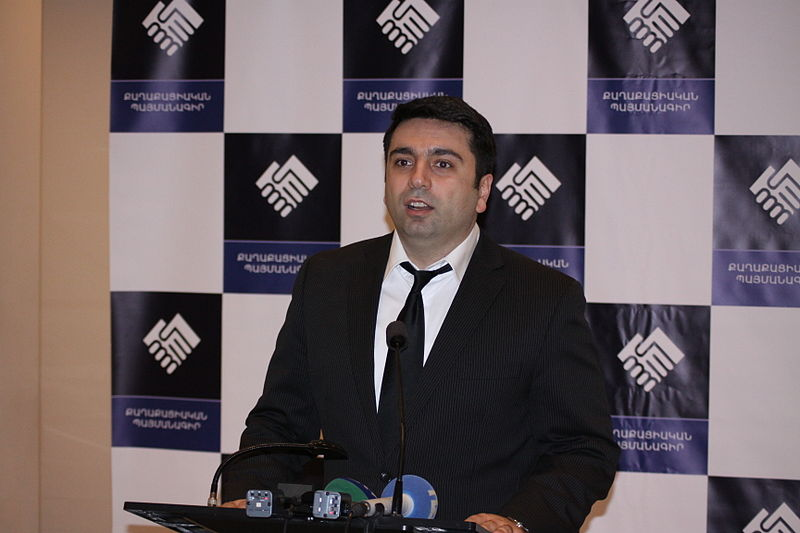